# Jean Reutlinger

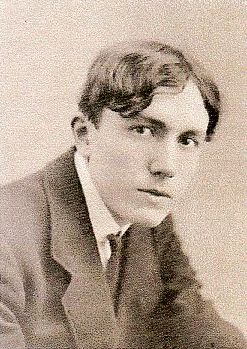
Jean Reutlinger

John-Léo „Jean“ Reutlinger (* 19. März 1891 in Paris; † 22. August 1914 in Lexy) war ein französischer Fotograf.

## Biografie
Jean Reutlinger war der älteste Sohn des Fotografen Léopold-Émile Reutlinger, er hatte eine jüngere Schwester (Simone) und einen jüngeren Bruder (Jacques).
Der Vater war ein Neffe des Fotografen Charles Reutlinger, der 1850 aus Karlsruhe nach Paris gekommen war und dort ein Atelier eröffnet hatte.
Reutlinger wuchs in Paris auf sowie bei seinen Großeltern mütterlicherseits, die in Orry-la-Ville lebten. Mehrere Male reiste er nach Baden-Baden in Deutschland, um dort allein die Eltern seines Vaters zu besuchen, wo er sich allerdings langweilte und unter Heimweh litt. Als junger Erwachsener reiste er nach England und in die USA. Im Oktober 1913, im Alter von 22 Jahren, entschied er sich für die französische Staatsbürgerschaft.
Von 1910 bis 1914 arbeitete Jean Reutlinger gemeinsam mit seinem Vater in dessen Atelier im Boulevard Montmartre 21. In diesen knapp vier Jahren entstanden Tausende von fotografischen Porträts in Sepia und Schwarzweiß, darunter zahlreiche Fotografien von damals populären Künstlerinnen wie Sarah Bernhardt und La Belle Otéro. Darüber hinaus dokumentierte er Sportereignisse und übte sich in experimenteller Fotografie.
Reutlinger war sehr sportlich. Eines seiner sportlichen Vorbilder war der deutsche Leichtathlet und Bildhauer Hanns Braun, mit dem er sich anfreundete und den er zahlreiche Male fotografisch porträtierte. Unter verschiedenen Pseudonymen schrieb er Sport-Artikel unter anderem für La Vasque, eine literarische Zeitschrift, und für L’Auto. Er fotografierte auch sich selbst in verschiedenen sportlichen Positionen. Er betätigte sich als Fechter und wurde 1912 Pariser Universitätsmeister der Leichtathletik (Hürdenlauf, Weit- und Hochsprung).
Auch war Reutlinger literarisch aktiv: Es sind zahlreiche Texte von ihm erhalten, die etwa in La Vasque unter dem Pseudonym Doriane G. als Hommage an Oscar Wilde veröffentlicht wurden. In Paris verkehrte er in Kreisen von Literaten, die zudem eine rhythmische Gymnastik, ähnlich der Eurythmie, betrieben. Liiert war er mit Germaine Schroeder, einer Kunstbuchbinderin, der späteren Ehefrau des Drehbuchautors Bernard Zimmer. Nach Reutlingers Tod betreute sie seinen Nachlass.
Zu Beginn des Ersten Weltkrieges wurde Reutlinger als Soldat eingezogen. Er bat Germaine Schroeder um ihren Besuch in der Garnison, um ihr zahlreiche persönliche Dokumente zu übergeben, „als ob er seinen Tod vorausgeahnt hätte“. Bei dem Vormarsch der Deutschen auf Paris fielen allein am 22. August 1914 in den Ardennen 27.000 französische Soldaten, unter ihnen befand sich Jean Reutlinger. 1922 wurde er postum mit der
französischen Militärmedaille ausgezeichnet.
Der Nachlass mit den Fotografien von Reutlinger befindet sich in der Bibliothèque nationale de France.

## Galerie

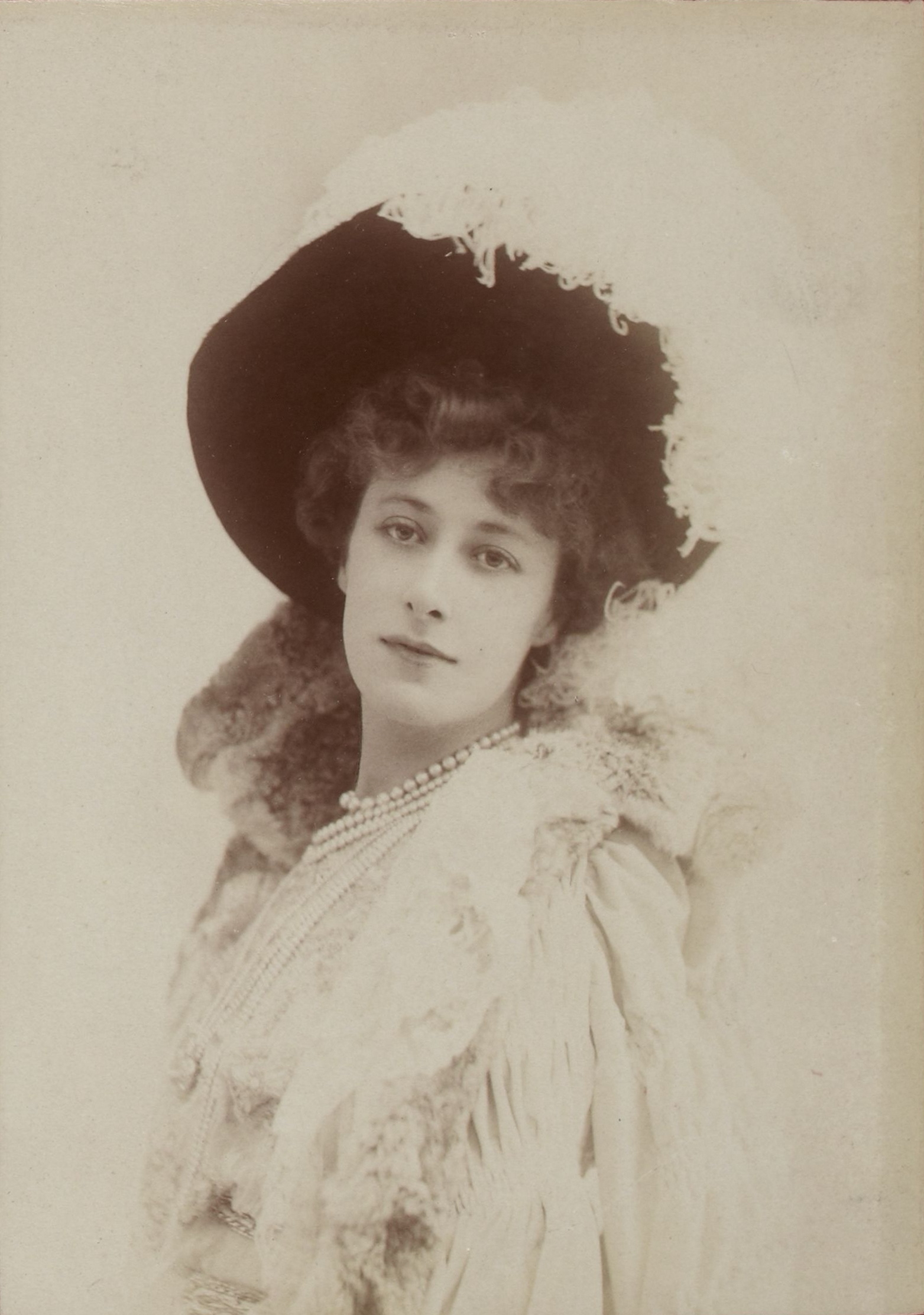
Liane de Pougy
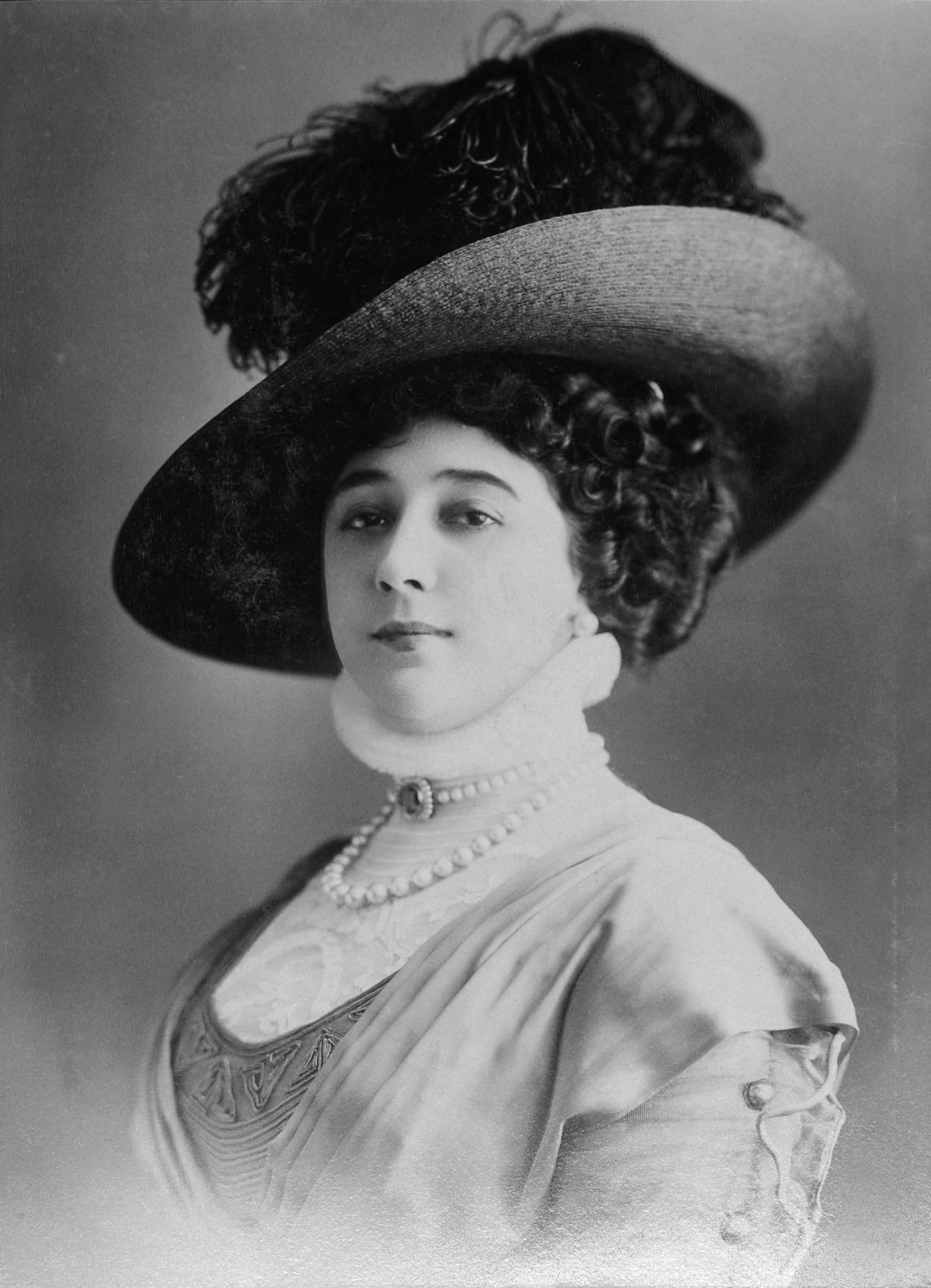
La Belle Otéro
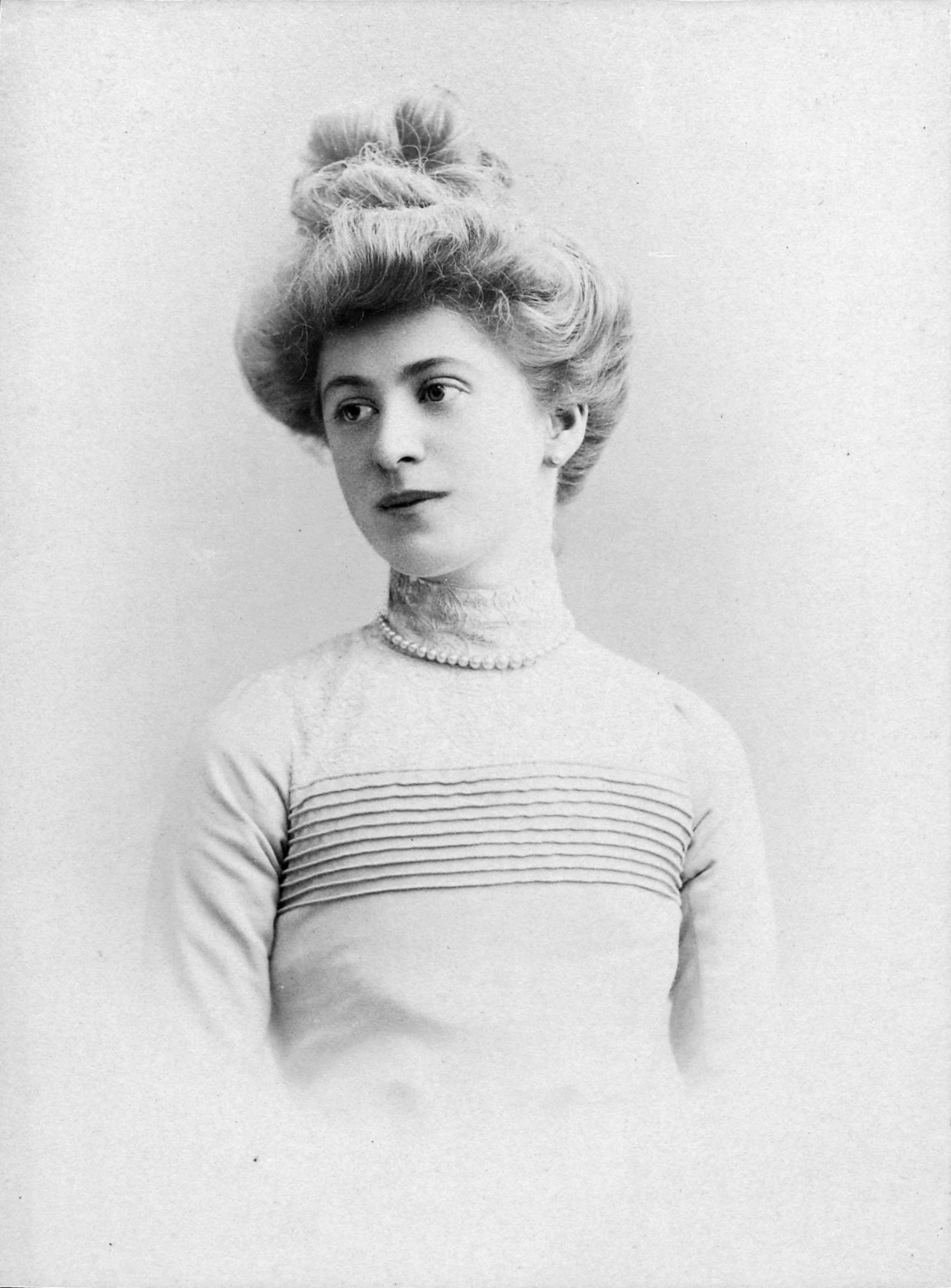
Suzanne Demay
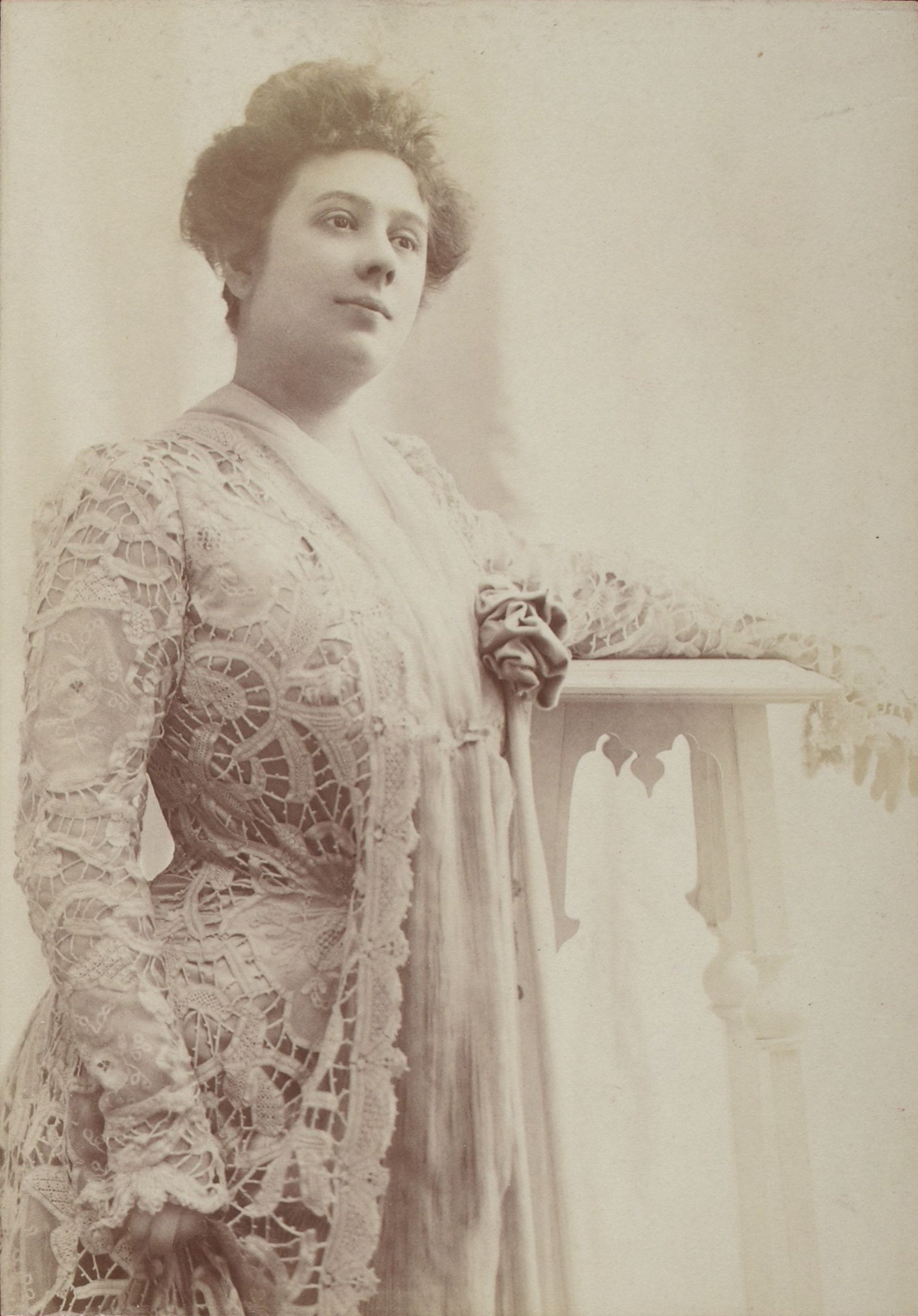
Jeanne Cheirel
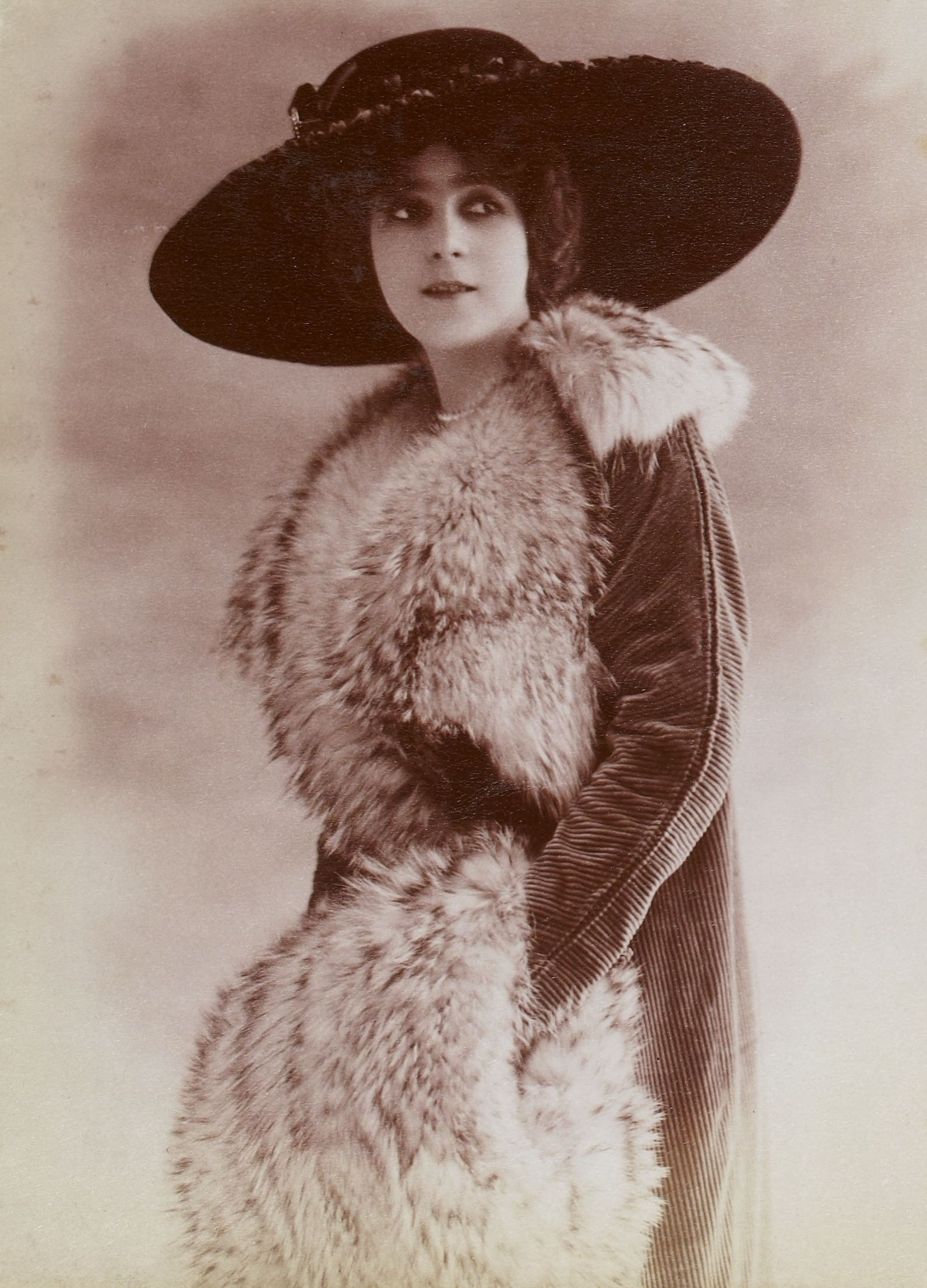
Monna Delza
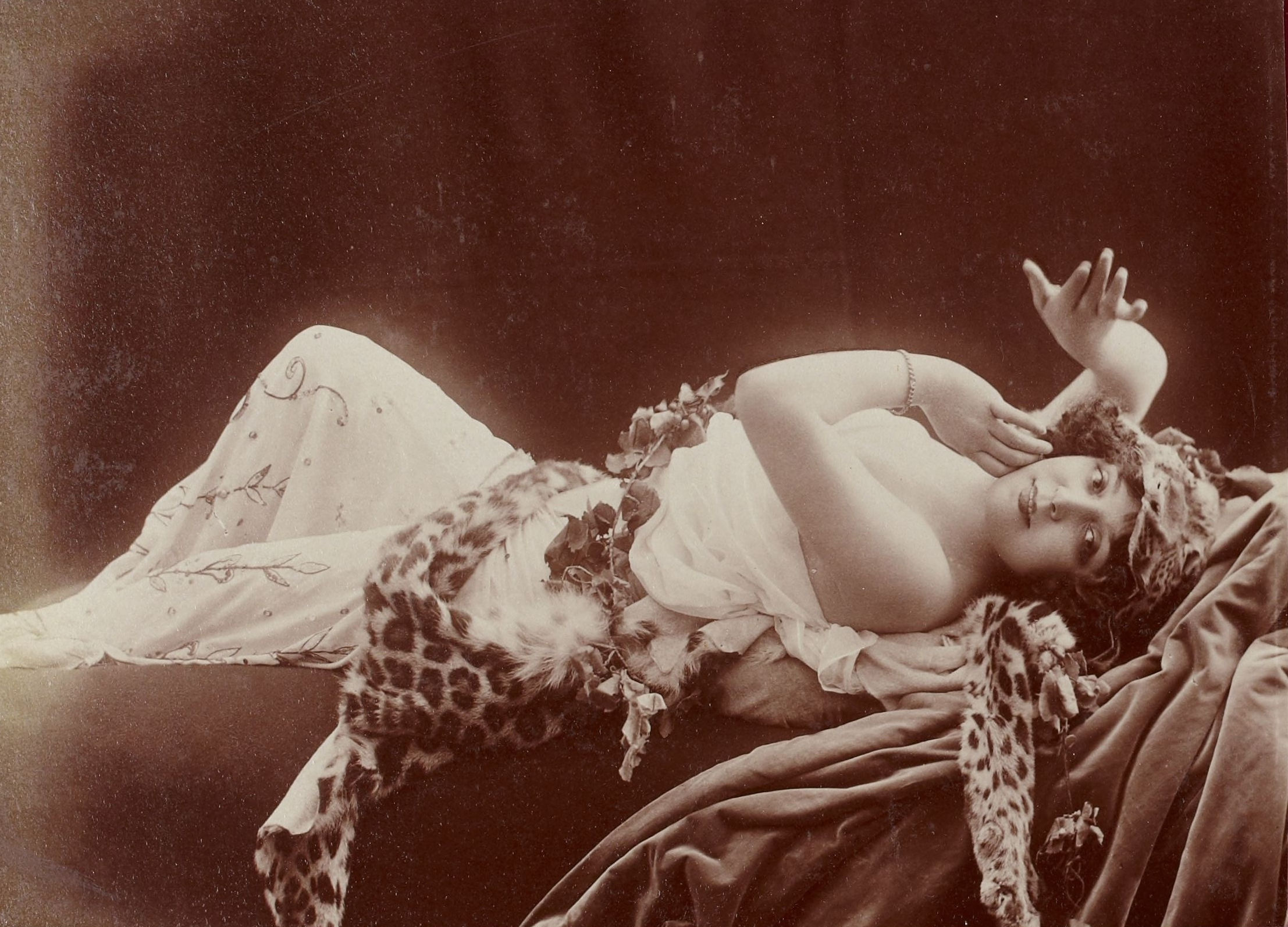
Regina Badet
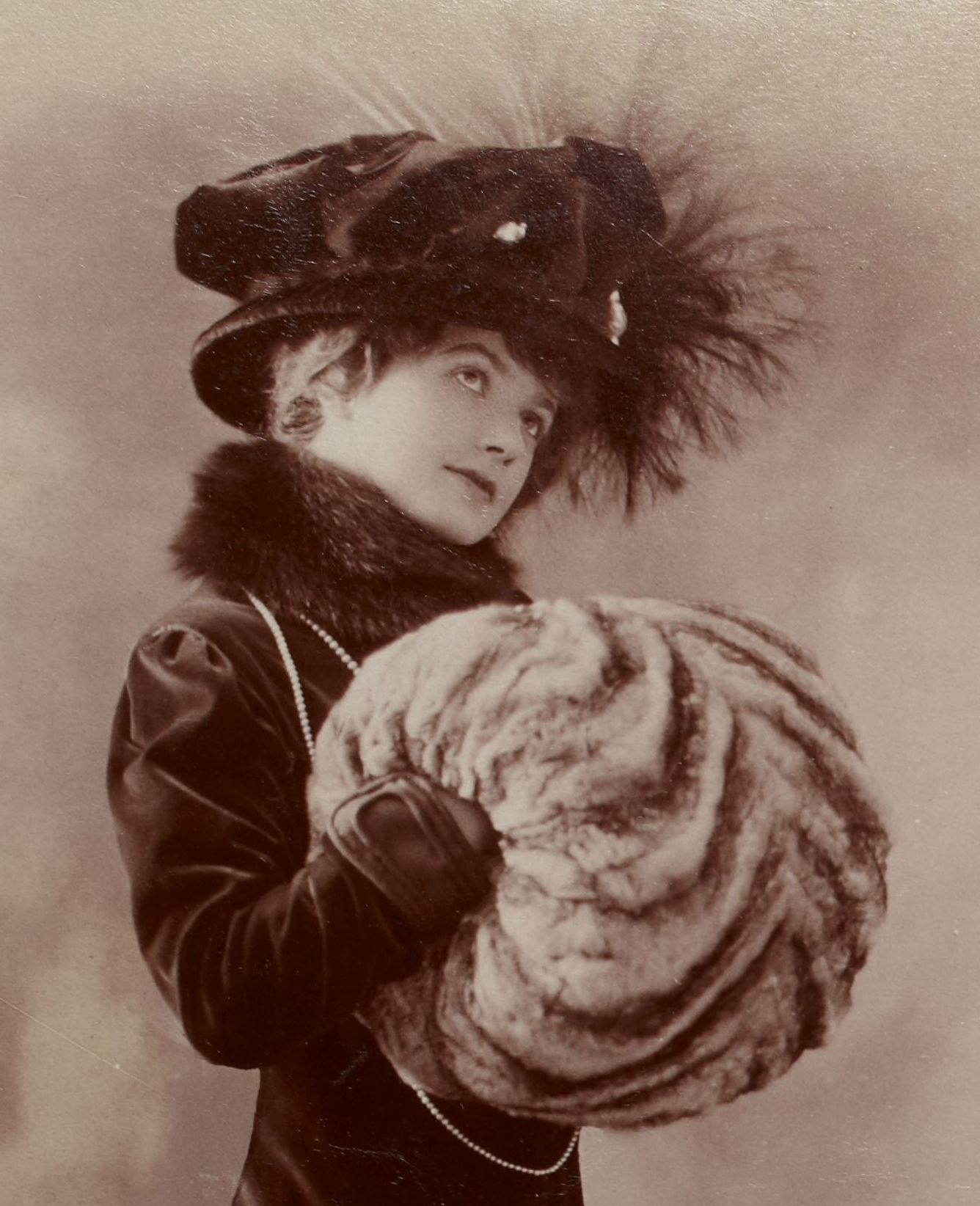
Frau mit Chinchilla-Muff
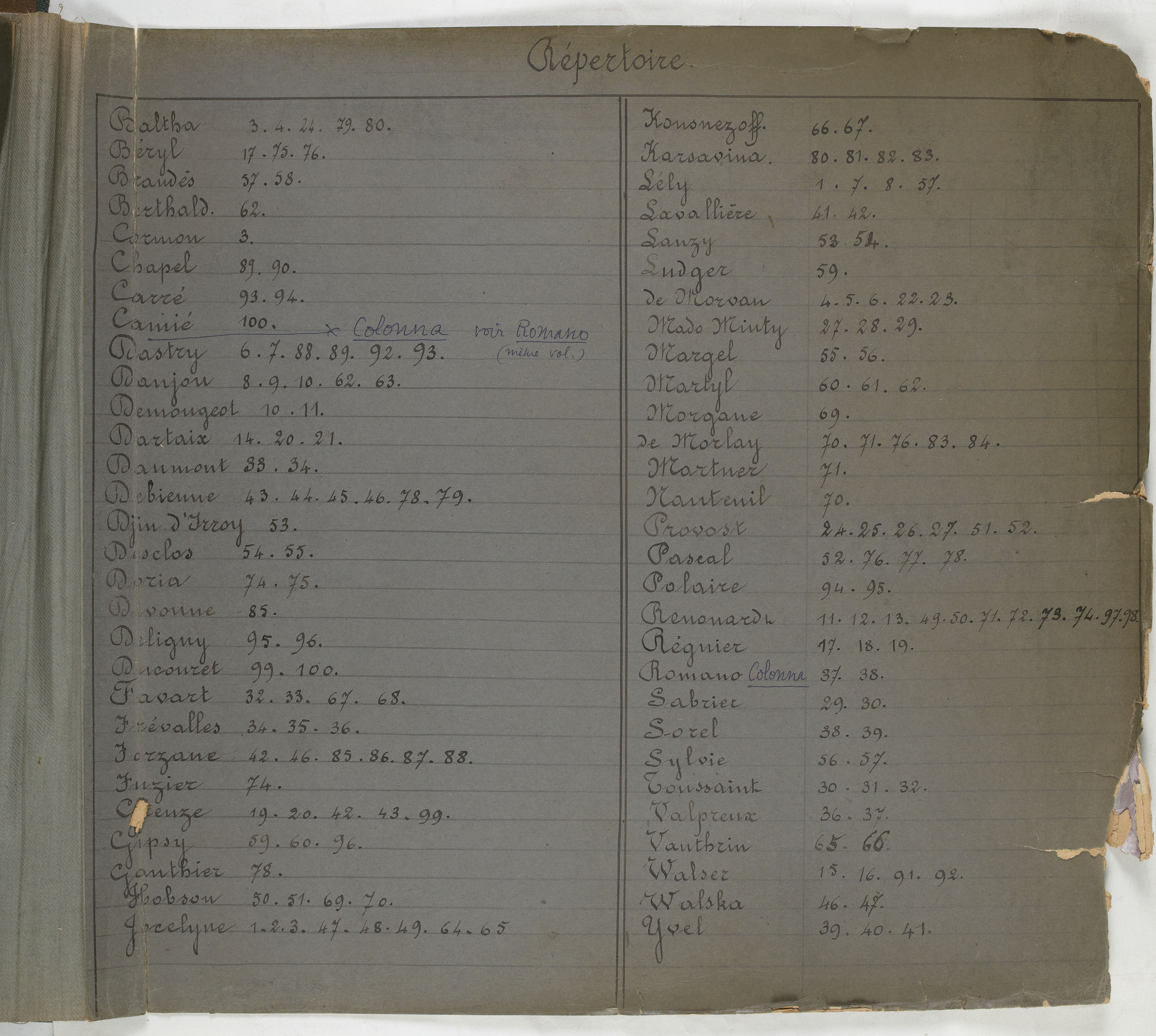
Liste von Fotografien Reutlingers, von ihm selbst erstellt

## Publikationen
- La Vasque. Revue litteraire. Zahlreiche Artikel unter Pseudonymen wie d’Orry, Jean d’Orry, Doriane G.
- Les Écrits de Jean Reutlinger. Paris 1919. Mit einem Vorwort von Francis de Miomandre.